# Holyoke (Colorado)
Holyoke ist der County Seat des Phillips County im US-Bundesstaat Colorado. 2010 hatte Holyoke 2313 Einwohner.
Die Stadt erhielt ihren Namen von einer gleichnamigen Stadt in Massachusetts.

## Bevölkerung
2010 lebten 2313 Menschen in Holyoke. Darunter waren 83,83 Prozent Weiße, 0,61 Prozent Afroamerikaner, 0,3 Prozent Indianer, 0,91 Asiaten, 0,04 Prozent Pazifikinsulaner, 13,14 Prozent aus anderen Ethnien sowie 1,17 Prozent aus zwei oder mehreren Ethnien. 29,31 Prozent der Bevölkerung waren Hispanics oder Latinos.

## Söhne und Töchter der Stadt
- Charles B. Timberlake (1854–1941), vertrat den zweiten Wahlbezirk Colorados im US-Repräsentantenhaus